# Ибрагимов, Лёма Махмудович
Лёма (Канташ) Махмудович Ибрагимов (чечен. Ибрагимов Лоьма; 29 октября 1951 года, Ново-Алексеевка, Казахская ССР — 14 мая 2015 года, Грозный, Чечня) — чеченский поэт и журналист, переводчик, член Союза писателей ЧР, кандидат филологических наук. Автор трёх книг: «Толкование опытов» (1992), «Психография» (1993), «Афоризмы» (1994). Основатель жанра афоризма в чеченской литературе. Основатель и первый главный редактор журнала «Гоч». Главный редактор журнала «Орга» (1999—2002).

## Биография

### Юность
Родился 29 октября 1951 года в Казахской ССР в селе близ г. Алма-Ата (сейчас — Алматы) в депортированной чеченской семье. Рос и воспитывался в семье бабушки и дедушки по матери (мать умерла в 1953 году). Там же пошёл в школу. В 1960 году семья вернулась в родное село Гойты, где Лема и окончил школу в 1970 году. По совету и по пожеланию бабушки в 1970 году поступил в Кубанский мединститут. После смерти бабушки ушёл с 5-го курса.

### Карьера
Работал в геологоразведке, служил в Советской Армии (1978-80 годы), закончил филологический факультет Чечено-Ингушского государственного университета.
После университета работал преподавателем и завучем в Гойтинской средней школе, телевизионным журналистом в Государственном Комитете по телерадиовещанию (1990—1998); был главным редактором журнала «Орга» (1999—2002), журнала «Гоч» («Перевод») (2004—2006). С 2006 года — старший научный сотрудник Академии наук Чеченской Республики. Тема его научного исследования (кандидатской диссертации) — «Национальное своеобразие чеченской литературы». Об историографии своей темы Л. Ибрагимов уже опубликовал ряд статей в журналах республики.
Писать Лема Ибрагимов начал рано — в школе, но очень требовательный к своему творчеству, не спешил публиковать свои стихи, и впервые они увидели свет довольно-таки поздно: в 1990 году на страницах Веденской районной газеты «Колхозная жизнь» (сейчас — «Новая жизнь»). Стихи и афоризмы, сочинять которые очень любит Л. Ибрагимов, с тех пор регулярно печатались и печатаются в журналах «Нана», «Орга», «Вайнах», на страницах газет.
С 1990 по 2008 год вышли в свет сборники стихов и афоризмов Л. Ибрагимова под названиями: «Толкование наблюдений» («Зерийн тидарш») (1992), «Психография» (1993), «Афоризмы» (1994), сборник стихов «Эх, мир» («Маржа дуьне») (2005), «Драматургия» (2008) и т. д..
Ибрагимов развивал чеченский язык и литературу. Он старался ввести и утвердить в языке новые слова, в литературе — новые жанры, расширить круг чтения чеченцев. Он впервые ввёл в чеченскую литературу такие жанры, как психография, реминисценции, написал первое чеченское либретто для оперы — «Либретто восстания» («ГІаттаман либретто») (правда, ставить его и играть было некому и негде). Он составил и издал в труднейших условиях военного и послевоенного времени фундаментальные собрания — «Антологию чеченской поэзии» (2003) и «Антологию всемирной поэзии» (на рус. яз.; 2008), «Смысловой словарь чеченских фразеологизмов», «Словарь старых и исчезающих слов чеченского языка», «Словарь технических терминов» (совместно с доктором филологических наук К. Чокаевым), книгу «Чеченские пословицы» и т. д.. Работал старшим преподавателем кафедры русской литературы ЧГУ.

## Журнал «Гоч»
22 апреля 2004 года в Чечне вышел в свет первый номер журнала Л. Ибрагимова. В журнале публиковались произведения известных российских и зарубежных авторов на чеченском языке. Идея создания подобного журнала Л. Ибрагимов вынашивал почти 30 лет. И только в 2004 году благодаря поддержке местных властей её удалось воплотить в жизнь. В первый номер журнала вошли стихи Байрона, Киплинга, Цветаевой и Ахматовой. Второй и третий номера журнала были полностью посвящены литературе соседней Грузии.
На чеченский язык переводилась литература французских, английских и русских классиков, рассчитанная на подготовленного читателя. Журнал «Гоч» — одно из немногих изданий, что издавалось на тот момент прямо в Чечне.
В интервью Первому каналу Ибрагимов сказал:

Если мы будем печатать здесь — у нас же все разрушено — нужно и здесь способствовать развитию печати. Худо-бедно, пусть учатся, другого выхода нет.
— Первый номер литературно-художественного журнала «Гоч» вышел в свет в Чечне 23 апреля 2004